# Olijfvlekkolibrie
De olijfvlekkolibrie (Talaphorus chlorocercus synoniem: Leucippus chlorocercus) is een vogel uit de familie Trochilidae (kolibries).

## Verspreiding en leefgebied
Deze soort komt voor van zuidoostelijk Colombia tot oostelijk Ecuador, noordoostelijk Peru en noordwestelijk Brazilië.